# Luigi Dossena
Luigi Dossena (Campagnola Cremasca, 28 de maig de 1925 - 9 de setembre de 2007) va ser un sacerdot i diplomàtic catòlic italià.

## Biografia
Luigi Dossena va néixer a Campagnola Cremasca, Província de Cremona, Itàlia, el 28 de maig de 1925. Va ser ordenat sacerdot per a la diòcesi de Crema LA 25 anys el 25 de març de 1951.
Després d'acabar els seus estudis en la Acadèmia Pontifícia Eclesiàstica en 1955, va ingressar al servei diplomàtic servint en diferents Nunciatures i delegacions, incloses les d'Hondures, Nicaragua i Washington. Va ser nomenat pro-nunci apostòlic a Corea pel papa Pau VI als 47 anys, i va rebre la seva consagració episcopal amb la seu titular de Carpi, el 25 de març de 1973, del cardenal Jean-Marie Villot, assistit per l'arquebisbe Duraisamy Simon Lourdusamy i el bisbe Carlo Manziana CO.
El 24 d'octubre de 1978, va ser nomenat pro-nunci apostòlic A Burkina Faso, Cap Verd, Níger i el Senegal i delegat apostòlic en Guinea Bissau, Mali i Mauritània, deixant els càrrecs de Níger i Burkina Faso en 1979, quan monsenyor Justo Mullor García va ser nomenat com el seu pro-nunci. Després va ser nomenat pro-nunci apostòlic a Mali el 3 de juny de 1980.
Va ser nomenat nunci apostòlic al Perú el 30 de desembre de 1985, càrrec en el qual va romandre fins que va ser nomenat nunci apostòlic a Eslovàquia el 2 de març de 1994. En aquest lloc, Dossena va preparar el tractat bàsic entre Eslovàquia i la Santa Seu. El 8 de febrer de 2001 es retira als 75 anys.
Va morir al seu poble natal, Campagnola Cremasca, en el matí del 9 de setembre de 2007, als 82 anys. Un carrer en Campagnola porta el seu nom.